# Ƶ
Ƶは、ラテン文字（ラテンアルファベット）の26番目で最後の文字Zにストローク符号を付けた文字。小文字は ƶ 。

## 概要
- 1920年代から30年代の旧ソ連の諸言語において、有声後部歯茎摩擦音(国際音声記号(IPA)で/ʒ/と表記される音)の表記に用いられた。対応するキリル文字はж。ラテン文字表記採用前のアラビア文字表記ではژ。
  - アゼルバイジャン語では1922年から1940年まで使用されていた。ソ連崩壊後の1992年に再制定されたラテン文字表記では「j」[1][2]。
  - クムイク語では1928年から1938年まで使用されていた[3]。
  - タジク語では1928年から1940年まで使用されていた[4]。タジク語版ウィキペディアのラテン・キリル変換機能では2023年現在も使用されている。
  - タタール語では1927年から1940年まで使用されていた。ソ連崩壊後に再制定されたラテン文字表記は「j」[5]。
  - トルクメン語では1929年から1940年まで使用されていた。ソ連崩壊後の1993年に再制定されたラテン文字表記では「ž」[6]。
  - ノガイ語では1931年から1938年まで使用されていた[7][8]。
- 例外的に、チェチェン語では1920年代のラテン文字正書法に「ž」が含まれていたため「ƶ」が使われていなかった。しかしソ連崩壊後の1992年に採用されたラテン文字正書法に含まれている[9]。

- 数字の2と区別するためにZにストローク符号を付けた文字。ヨーロッパではしばしばこれで書かれる。
  - お笑い芸人の池田一真(しずる)の2022年以降の芸名は「KAƵMA」であり、この文字を含んでいる。
  - ドラゴンボールZのロゴにおけるZの字はこの字形に近いものが用いられている。

## 文字コード
| 大文字 | Unicode | JIS X 0213 | 文字参照       | 小文字 | Unicode | JIS X 0213 | 文字参照       | 備考            |
| ------ | ------- | ---------- | -------------- | ------ | ------- | ---------- | -------------- | --------------- |
| Ƶ      | U+01B5  | ‐          | &#x1B5; &#437; | ƶ      | U+01B6  | ‐          | &#x1B6; &#438; | ストロークつきZ |

## 参考資料
1. ↑  アゼルバイジャンの文字 英 Azerbaijani writing system, 地球ことば村, 閲覧日:2023年1月11日
2. ↑  Aserbaidžaani / Azerbaijani / Azərbaycan, Eesti Keele Instituut / Institute of the Estonian Language, 閲覧日:2023年1月11日
3. ↑  Kumõki / Kumyk / Къумыкъ тил Qumuq til - EKI.ee, Eesti Keele Instituut / Institute of the Estonian Language, 閲覧日:2023年1月15日
4. ↑  Tadžiki / Tajik / Тоҷикӣ Tojikī, Eesti Keele Instituut / Institute of the Estonian Language, 閲覧日:2023年1月11日
5. ↑  Tatari / Tatar /Tatar tele, Eesti Keele Instituut / Institute of the Estonian Language, 閲覧日:2023年1月11日
6. ↑  Türkmeeni / Turkmen / Türkmen , Eesti Keele Instituut / Institute of the Estonian Language, 閲覧日:2023年1月11日
7. ↑  Nogai / Nogay / Ногай тили Nogaj tili - EKI.ee, Eesti Keele Instituut / Institute of the Estonian Language, 閲覧日:2023年1月11日
8. ↑  なお、ラテン文字正書法自体は1928年に制定されていた。
9. ↑  Tšetšeeni / Chechen / Noxciyn mott - EKI.ee, Eesti Keele Instituut / Institute of the Estonian Language, 閲覧日:2023年1月15日